# 長田タコヤキ和承
長田'TACO'和承（おさだたこかずよし、1955年10月2日 - ）は、奈良県在住のミュージシャン。ラップスチールギター・マンドリン奏者。
本名 長田和承。愛称はタコさん、タコヤキ、タコちゃん 。

別名、長田タコヤキ和承※タコヤキの由来は、高校時代の友人に「お前は今日からタコヤキや」と強引に命名されたらしい。

## 略歴
18歳でプロミュージシャンとして活動を始める。1973年、大塚まさじ、永井洋、西岡恭蔵らの伝説のバンド、オリジナル・ザ・ディランに参加。
1975年、レイジ－・ヒップに参加。
中川イサトのオムニバス・ライヴ『鼻唄とお月さん』に参加。他には、いとうたかお・大塚まさじ・加川良・シバ・西岡恭蔵・金森幸介の面々。
1989年から大庭珍太、Annsanとマンドリン・ブラザーズ、1990年からSHATなど、ギタープレーヤーとして活動。
またスチールギター、マンドリンの名手として、大塚まさじ、加川良、小坂忠、桑名晴子など、多くのグループ、アーティストのライブ・レコーディングに参加し、多くの演奏を残す。
作曲家としても多くのアーティストに楽曲を提供している。
2001年、天空オーケストラに参加。
春一番コンサートの常連で現在も多くのミュージシャンと精力的なライブ、レコーディング活動を行っている。

## 年譜
- 1973年　オリジナル・ザ・ディランに参加
- 1975年 - 1979年　レイジー・ヒップに参加
- 1989年 - マンドリン・ブラザーズ結成
- 1990年 - SHAT
- 2001年 - 天空オーケストラに参加
- 2002年 - ウンチャカたこP

## ディスコグラフィー

### アルバム
- Naarak "Vonnya"（2007年）

### 参加アルバム
- Various Artists『限りなく透明に近いブルー オリジナルサウンドトラック』（1979年）

B面: 02. DAYDREAMで、有山淳司とともに、スライドギターを演奏。
- 高田渡トリビュート（2004年）